# Villedômer
Villedômer település Franciaországban, Indre-et-Loire megyében. Lakosainak száma 1299 fő (2022. január 1.). Villedômer Auzouer-en-Touraine, Le Boulay, Château-Renault, Crotelles, Neuillé-le-Lierre, Reugny és Saint-Laurent-en-Gâtines községekkel határos.

## Népesség
A település népessége az elmúlt években az alábbi módon változott:
| Lakosok száma | 769  | 1116 | 1095 | 1263 | 1391 | 1399 | 1359 | 1329 | 1321 | 1299 |
|               | 1968 | 1982 | 1990 | 2006 | 2013 | 2015 | 2017 | 2019 | 2020 | 2022 |